# エヴルー＝フォヴィル空軍基地
エヴルー＝フォヴィル第105空軍基地（フランス語：Base aérienne 105 Évreux-Fauville）は、フランス共和国オート＝ノルマンディー地域圏ウール県エヴルーに所在するフランス空軍の飛行場。

## 歴史
エヴルー＝フォヴィル空軍基地の起源は1920年代にスポーツ飛行のための民間飛行場として建設される。1930年代にコンクリート製滑走路といくつかの格納庫が建設された。1939年から1940年までのまやかし戦争間、フランス空軍はドボワチン D.500戦闘機とポテ 631爆撃機を配備していた。その後追加でフランクリン・ルーズベルト大統領による「キャッシュ・アンド・キャリー」計画でアメリカ製が提供され、カーチスP-36戦闘機、マーチン A-22爆撃機、ダグラス DB-7軽爆撃機が配備される。
フランス陥落後はナチス・ドイツ空軍はバトル・オブ・ブリテンの為に基地にはメッサーシュミット Bf109戦闘機とユンカース Ju 88爆撃機が配備された。戦時中、ドイツは滑走路と他の施設を改装する。その後、基地にフォッケウルフ Fw190戦闘機を配備する。エヴルー基地は連合国軍、特にアメリカ合衆国陸軍第8空軍と第9空軍の戦闘機や爆撃機によって攻撃の対象とされた。1944年6月6日の連合国軍上陸から7月までの1ヶ月間は爆撃によるクレーターと破片だらけで滑走路と誘導路が使用できなかった。フランス解放後、イギリス空軍が1945年5月まで基地を使用した。戦後は小規模な飛行クラブを除いて大部分は放置されたままであった。
1940年代後編には冷戦が勃発し、ベルリン大空輸や西欧に対する継続的なソビエト連邦の脅威は北大西洋条約機構の設立を促し、1950年11月からフランス軍とNATO間で基地使用交渉が開始される。そしてアメリカ合衆国は欧州防衛を確立するため戦闘航空団を配置する。交渉間、エヴルー飛行場は兵員輸送機や貨物機用に近代的空軍基地に拡張される提案をしたが、飛行場は地元が管轄権を有しており民間飛行場として使用されていた。最終承認は1951年にウール県とエヴルー市との間で合意される。
エヴルー飛行場は第7305航空基地隊によって3年間工事が実施・管理された。アメリカ空軍は1954年までにフェアチャイルド C-119輸送機を装備する輸送航空団を配備する計画を立てた。予備調査は1952年4月に実施され、基地建設は7月から開始され戦時中の被害は除去され新しい滑走路が建設される。1955年夏までに工事は進められ準備される。
1955年5月から第465部隊輸送航空団が基地に展開され最低限度の施設を使用した。同航空団は第780、第781および第782部隊輸送航空隊で編制されていた。第780と第781部隊輸送飛行隊は1956年の特別任務のために空軍優秀部隊賞を授与される。同航空団は国際連合部隊、物資および設備の中東への空輸を実施し、それらの任務を完了するとハンガリー難民向けの赤十字緊急物資を輸送した。同航空団は1957年から徐々にロッキード C-130輸送機に更新されるが、1957年3月の改組によって人員不足をきたし始めた。隷下部隊とその装備は逐次アメリカ本土へ帰還し、1958年3月8日に非現役化された。
1958年4月14日、西ドイツのミュンヘンにあるノイビーベルク空軍基地から第317部隊輸送航空団の移転する。これはノイビーベルク空軍基地が西ドイツ空軍に返還が合意されていたためである。1957年4月16日に隷下3個飛行隊がまず移転を完了し一旦第465部隊輸送航空団に編入される。航空団司令部がC-54輸送機と共にノイビーベルクから移転を済ませ第465部隊輸送航空団と共通の任務を果たすことになる。エヴルー基地の任務は変更されリビアにあるウイーラス空軍基地の支援戦闘機兵器訓練に供される整備員、航空機支援器材、予備品、工具、試験装備およびその他の器材で支援することになる。1957年末までÇ119s輸送機が飛行を続けたが同年3月からC-130輸送機の飛行が並行して開始されていた。同航空団は在欧米空軍司令部直轄として指揮されていたが、第465部隊輸送航空団と共に非現役化され、残余の飛行隊は1958年8月に第322航空師団隷下となる。
1955年8月12日から第322航空師団が置かれ、1964年4月1日まで基地にあった。同師団は在欧米空軍の全輸送機部隊を統制する部隊であった。第322航空師団は第317、第465、そしてドルー＝ルヴィリエ空軍基地にあった第60部隊輸送航空団を指揮下においていた。第322航空基地群は基地機能の支援と飛行隊と航空機の保守運用を担当した。1963年4月15日に第317部隊輸送航空団が再始動される。在欧米空軍はC-130輸送機の飛行隊を指揮する航空団の新編を決定したため、第322航空師団は縮小させる。1964年春に第322航空師団司令部は戦術航空軍団隷下の第317部隊輸送航空団に編入される。その後第217部隊輸送航空団は1964年6月20日にオハイオ州のロックボーン空軍基地に移転する。
航空団の移転によってエヴルー基地には第7305戦闘支援群が予備状態に置かれ基地施設の維持にあてられる。この間、1964年11月には旧ベルギー領コンゴのスタンリービルでの（コンゴ動乱）ドラゴン・ルージュ救出任務でC-130輸送機が飛行しベルギー軍空挺部隊を空輸している。1966年3月7日にシャルル・ド・ゴール大統領がNATO軍事機構からの脱退を声明し、同年4月1日にアメリカは全仏にある軍事力の撤収を通知される。これによりテネシー州スチュワート空軍基地から第513部隊輸送航空団が到着し撤収作業にとりかかった。同航空団の着任期間は短くフランスから西ドイツやイギリスに物資輸送することが主任務であった。1967年1月に移転は実質的に完了し、残余部隊は3月26日にイギリスのミンデンホール空軍基地へ移動する。これによりエヴルー基地から外国軍部隊が完全に撤収した。
1976年4月1日に第00.051電子飛行隊「オブラック」が当初第217ブレティニー＝シュロルジュ空軍基地にて編成され、1977年12月に配転され2005年6月15日に解隊されるまで本基地にあった。
1987年9月1日にC-160アスタルテ通信中継機を装備する第01.059飛行隊「ビゴール」が編成され、2001年7月2日に解隊される。

## 配置部隊
- 第64航空団第1輸送飛行隊「ベアルン」
- 第64航空団第2輸送飛行隊「アンジュー」
- 第56混成航空群「ヴォクリューズ」（対外治安総局作戦局が実施する秘密工作の航空支援を行う部隊）
- 大統領専用機（Air Caraïbesから中古で購入したエアバスA330旅客機）